# The Phantom (strip)
The Phantom is een Amerikaans avonturenstrip bedacht door Lee Falk, die ook het personage Mandrake the Magician bedacht. De strip draait om een superheld genaamd The Phantom (letterlijk: het Fantoom) in de Afrikaanse jungle.
De serie begon met een dagelijkse krantenstrip op 27 februari 1936, gevolgd door een zondagstrip in kleur in mei 1939. Anno 2007 lopen beide series nog steeds. Toen Lee Falk in 1999 stierf namen schrijver Tony DePaul en Paul Ryan het over. Andere artiesten die mee hebben gewerkt aan de strip zijn Ray Moore, Wilson McCoy, Bill Lignante, Sy Barry, George Olesen, Keith Williams en Fred Fredericks.
De nieuwe Phantom verhalen worden uitgebracht in stripboeken in verschillende delen van de wereld. Daarnaast breidde de strip zich uit naar een filmserie, film en animatieserie.

## Publicatiegeschiedenis

### Creatie
Na het succes van zijn Mandrake the Magician strip, vroeg het King Features krantensyndicaat Lee Falk om een nieuwe strip te bedenken. Falks eerste poging was een strip over Koning Arthur, maar dit werd afgewezen. Daarna bedacht Lee The Phantom, een mysterieuze gekostumeerde misdaadbevechter. Hij plande de strips voor de eerstkomende maanden en tekende alvast de strips voor de eerste twee weken.
Falk liet zich bij het bedenken van the Phantom inspireren door legendes en verhalen over o.a. El Cid, Zorro, Tarzan, Robin Hood en The Jungle Book 's Mowgli. Falk liet zijn personage zich vestigen in de jungle. Oorspronkelijk wilde hij zijn personage "The Grey Ghost" noemen, omdat er naar zijn mening al te veel Phantoms bestonden in andere verhalen (zoals The Phantom Detective en The Phantom of the Opera). Maar hij kon geen naam verzinnen die hij beter vond dan Phantom.

### Krantenstrip
The Phantom begon als een dagelijkse strip op 17 februari 1936, met het verhaal "The Singh Brotherhood", geschreven door Falk en getekend door hem gedurende de eerste twee weken. Daarna nam Ray Moore het tekenwerk over. Een zondagstrip werd toegevoegd op 28 mei 1939.
Gedurende de Tweede Wereldoorlog ging Falk bij het Office of War Information. Ook Moore diende in de oorlog. Gedurende die tijd gaf hij de strip door aan zijn assistent Wilson McCoy. Toen Moore terugkeerde bleef hij aan de strip werken tot 1949. Daarna volgde McCoy hem definitief op. Gedurende McCoy’s periode als tekenaar verscheen The Phantom in duizenden kranten wereldwijd.
McCoy stierf in 1961. Sy Barry nam het werk van hem over. Gedurende Barry’s beginjaren moderniseerden hij en Falk de strip, en legden de basis voor wat gezien wordt als het moderne uiterlijk van The Phantom. Barry bleef aan de strip werken gedurende de 30 jaar erna. In 1994 ging hij met pensioen.
Barry’s assistent George Olesen bleef wel tekenaar voor de strip, met Keith Williams als inkleurder. Falk bedacht nog altijd de verhalen totdat hij op 13 maart 1999 stierf. Zijn laatste dagelijkse en zondagstripverhalen, "Terror at the Opera" en "The Kidnappers", werden afgemaakt door zijn vrouw Elizabeth Falk.
Na Falks overlijden begon King Features Syndicate samen te werken met een Europese stripproducer Egmont, die de Zweedse Phantom strips publiceerde. Schrijvers Tony De Paul en Claes Reimerthi namen Falks schrijverswerk over. Vandaag de dag is De Paul nog steeds de hoofdschrijver van de strips.
In 2000 gingen Olesen en Fred Fredericks met pensioen, waarna de zondagstrip werd overgenomen door Graham Nolan. Hij gaf de serie een meer cinematisch uiterlijk Een paar jaar later trokken Olesen en Williams zich terug bij de dagelijkse strip. Een nieuwe tekenaar werd gevonden in Paul Ryan.
The Phantom is een van de weinige avonturen strips die anno 2007 nog steeds wordt gepubliceerd.

### Publicaties

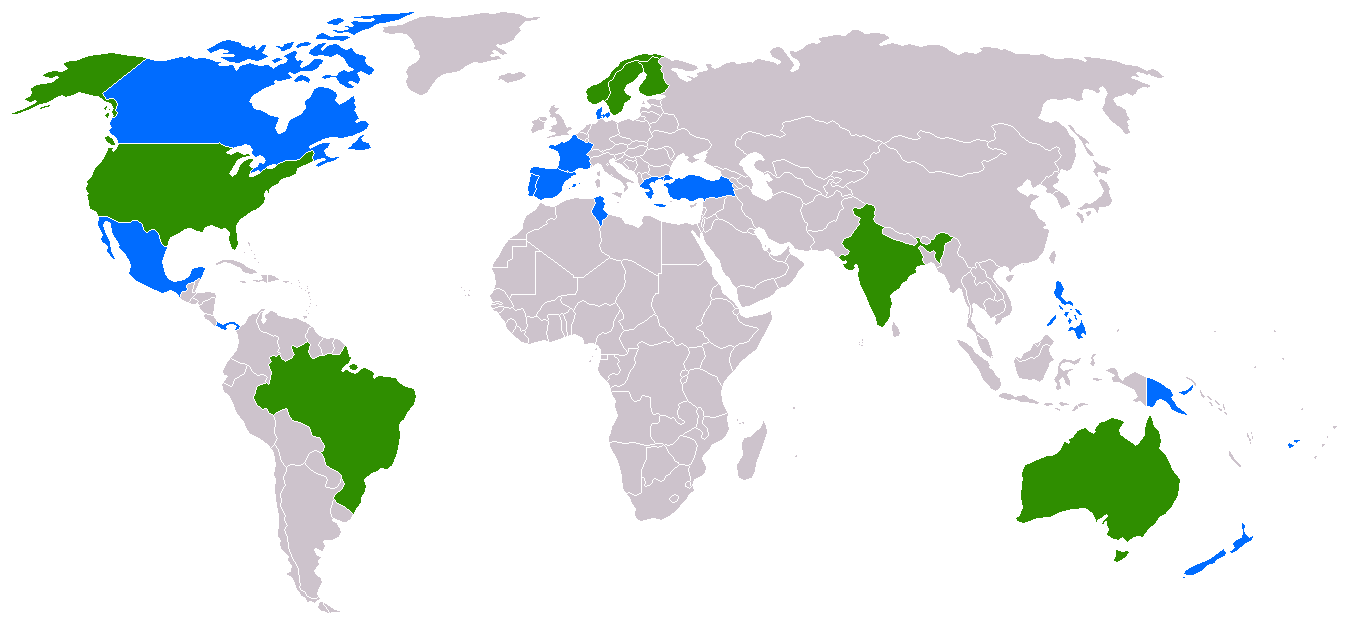
Kaart van de landen waarin “The Phantom” wordt uitgegeven. Groene landen hebben reguliere Phantom publicaties. Blauwe drukken de dagelijkse en zondagstrips af in kranten.

In de Verenigde Staten is The Phantom gepubliceerd door een groot aantal uitgeverijen in de loop der jaren. Gedurende de jaren 40 werden de strips herdrukt door Ace Comics. In de jaren 50 publiceerde Harvey Comics The Phantom. In 1962 nam Gold Key Comics het over, gevolgd door King Comics in 1966 en Charlton Comics in 1969. Die laatste bleef de strips produceren tot 1977, met een totaal aantal van 73 delen.
Sy Barry is verantwoordelijk voor het tekenwerk in het enige avontuur in het Nederlandse stripblad PEP in 1966/67: De hete Aarde. (originele versie "The Veiled Lady").  Een speciale geschilderde omslag van de strip prijkte op de PEP 67-03, januari 1967.  
DC Comics publiceerde een Phantom stripboek van 1988 tot 1990. De oorspronkelijke miniserie werd geschreven door Peter David en getekend door Joe Orlando en Dennis Janke. De vaste serie die erop volgde liep 13 delen. Deze serie betrok The Phantom bij “echte” problemen zoals racisme, gifstorting, honger en moderne piraterij.
In 1987 deed Marvel Comics een serie gebaseerd op de Defenders of the Earth TV series (geschreven door Stan Lee). Slechts vier delen werden uitgebracht. Een andere miniserie getiteld "The Ghost Who Walks" werd uitgebracht door Marvel in 1994-1995. Deze serie richtte zich op een meer futuristische High Tech versie van The Phantom in drie delen. In 1995 bracht Marvel een miniserie uit gebaseerd op de animatieserie Phantom 2040 Deze serie werd getekend door Steve Ditko, mede bedenker van Spider-Man.
Moonstone Books begon met de publicatie van Phantom Graphic novels in 2002. In 2003 startte Moonstoon tevens met een reguliere stripboekserie.
Als toevoeging aan de twee krantenstrips werden originele verhalen gepubliceerd door Egmont Publications in Scandinavië (waar The Phantom zeer populair is).
Een ander land waar The Phantom zeer populair is, is Australië. Hier publiceert Frew Publications de serie sinds 1948. Frew’s boeken bevatten vooral herdrukken van de krantenstrips, maar af en toe zitten er originele verhalen tussen.
The Phantom had tevens een lange publicatiegeschiedenis in India. In de jaren 40 werd de strip hier uitgebracht in een tijdschrift genaamd The Illustrated Weekly of India. Indrajel Comics nam de publicatie over in 1964. Zij stopten hiermee in 1990. Datzelfde jaar begon Diamond Comics met de publicatie, tot aan 2000. Van 2000 tot 2002 publiceerde Egmont Imagination India de strips. De laatste reguliere uitgever van Phantom strips in India was Rani Comics, die de publicatie regelde van 1995 t/m 2005.
De Italiaanse uitgever Fratelli Spada produceerde een groot aantal Italiaanse Phantom strips in de jaren 60 en 70.
De Braziliaanse uitgever RGE en de Duitse uitgever Bastei produceerden eveneens originele Phantom strips voor hun stripboeken. In Brazilië staat The Phantom bekend als Fantasma.
Andere landen waar Phantom Comics gepubliceerd worden of ooit gepubliceerd zijn, zijn Engeland, Israël, Spanje, Polen, Rusland, Turkije, Joegoslavië, Nieuw-Zeeland, Zuid-Amerika, Frankrijk, Thailand, Singapore, Nederland, Griekenland, en Fiji.

## Fictieve geschiedenis

### Mythe
In de Jungles van het fictieve Afrikaanse land Bangalla bestaat de mythe over “The Ghost Who Walks” (Het spook dat loopt), De Man die Niet kan Sterven, The Phantom. Dit mysterieuze figuur lijkt al generaties lang te bestaan waardoor iedereen denkt dat hij onsterfelijk is. In werkelijkheid is The Phantom een titel die van generatie op generatie wordt overgedragen. De huidige Phantom is de 21e op rij. Als een nieuwe Phantom de identiteit van zijn stervende vader overneemt moet hij “De Eed van de Schedel” (Oath of the Skull) afleggen. Die eed houdt in dat hij zijn leven enkel nog zal wijden aan het bevechten van piraterij, hebzucht, wreedheid en onrechtvaardigheid. Tevens zweert de nieuwe Phantom dat zijn zoon en ook hun zonen de taak zullen voortzetten.

### Oorsprong
Het verhaal van The Phantom begint met een jonge zeiler genaamd Christopher Walker. Hij werd geboren in 1516 in Portsmouth. Zijn vader was een zeeman, en de scheepsjongen op Christopher Columbus’ schip de Santa María
Christopher werd de scheepsjongen op zijn vaders’ schip in 1526. In 1536 nam hij deel aan wat zijn vaders laatste reis zou zijn. Op 17 februari werd het schip aangevallen door piraten van het Singh Brotherhood in een baai voor de kust van Bengalla. Alleen Christopher overleefde de aanval en spoelde aan op het strand van Bengalla. Hij werd gevonden door Pygmeeën van de Banbar stram.
Later vond Christopher op hetzelfde strand het dode lichaam van de piraat die zijn vader gedood had. Hij liet de gieren hun werk afmaken, nam de schedel in zijn hand en sprak toen voor het eerst de “Eed van de Schedel” uit.
Toen Christopher de taal van de Banbar stam had geleerd ontdekte hij dat ze slaven waren van de Wasaka stam. Een kleine groep had weten te ontsnappen. Christophers poging om de slaven te bevrijden was onsuccesvol, en hij moest zelf worden gered. Kort hierna leerde hij van de legende van de Banbar over een man die uit de zee zou komen om hen te redden. Hij maakte een kostuum geïnspireerd door de Demonengod van de Wasaka, en ging opnieuw naar het Wasaka dorp met een leger Bandars. Ditmaal was de reddingsactie een succes.
De Bandars toonden Christopher een grot die de vorm had van een menselijke schedel. Deze schedelgrot werd zijn thuis en hoofdkwartier. Met het kostuum werd Christopher hierna de eerste Phantom, en startte de legende. Toen hij stierf nam zijn zoon het van hem over. Daarna werd de Phantom identiteit eeuwenlang van generatie op generatie doorgegeven. Buitenstaanders wisten hier niets van af, en dachten dat er slechts 1 Phantom was. Dit wekte de indruk dat de Phantom onsterfelijk was.

### Kit Walker, de 21e Phantom
De 21e Phantom is Kit Walker (volgens een traditie kreeg de eerste zoon van de Phantom, de man die later de rol over zou nemen, de naam Kit). Kit werd geboren in de Scheldgrot en bracht zijn eerste jaren in de jungle van Bengalla door. Zijn moeder, Maud Torne McPatrick, kwam van Mississippi Verenigde Staten, waar Walker op zijn twaalfde ook heen ging om te studeren. Hier woonde hij bij zijn tante Lucy en oom Jasper in de stad Clarksville. Hij ontmoette hier tevens zijn toekomstige vrouw Diana Palmer.
Kit was een zeer getalenteerde sportman, en men voorspelde al dat hij wereldkampioen zou worden op veel verschillende onderdelen. Hoewel hij in principe elke carrière kon kiezen die hij maar wilde keerde Kit toch terug naar Bengala om de rol van The Phantom over te nemen toen hij bericht ontving dat zijn vader stervende was.
Een van Kits eerste missies als Phantom was zijn vaders moordenaar vinden, Rmaa Singh, die de 20e Phantom had verraden en gedood door hem van achteren neer te steken. Kit vond hem, maar voordat hij Rama kon arresteren blies deze zijn schuilplaats op waarbij hij en al zijn helpers omkwamen.
Kit trouwde uiteindelijk met Diana. De twee kregen ook twee kinderen: Kit en Heloise

## Kostuum en krachten

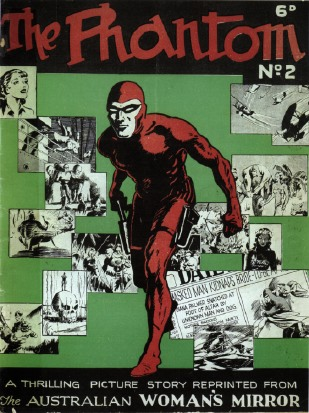
Australische Phantom strip met een Phantom in een rood kostuum in plaats van paars

The Phantom draagt een strak paars kostuum. Hiermee was hij de eerste superheld die een strak kostuum droeg, iets wat tegenwoordig een standaard kenmerk is. De paarse kleur werd pas geïntroduceerd in de zondagstrips, die in kleur werden afgedrukt. Falk gaf echter de voorkeur aan een grijs kostuum, maar accepteerde het paars uiteindelijk. In Scandinavische Phantom strips is het kostuum van de Phantom echter blauw, in de Italiaanse, Australische en Turkse rood en in de Nieuw-Zeelandse bruin.
Phantom draagt tevens een masker. Dit masker is zo gemaakt dat zijn pupillen niet zichtbaar zijn. Falk vond namelijk dat dit The Phantom een onmenselijke uitstraling gaf.
De hedendaagse Phantom is gewapend met twee M1911 pistolen. In tegenstelling tot andere superhelden heeft The Phantom geen superkrachten, maar zijn fysieke en mentale conditie zijn zo hoog als maximaal mogelijk voor een normaal mens.
Twee kenmerken van het personage zijn de ringen die hij draagt. Een heeft een patroon dat hij altijd achterlaat bij bezoekers. Deze noemt hij dan ook "The Good Mark" (het goede merkteken). De andere heeft een schedelvorm. Deze ring draag hij aan de hand waar hij de meeste klappen mee uitdeelt, waardoor de ring een schedelachtig litteken achterlaat bij zijn slachtoffers.
Phantoms schuilplaats is de Schedelgrot, waar ook alle vorige Phantoms begraven zijn. Phantom is zelf de leider van Bangalla’s Jungle Patrol, die opgericht werd door de zesde Phantom. Dit feit houdt hij echter geheim omdat verraad leidde tot de dood van de 14e Phantom.
Phantom heeft twee helpers. Een bergwolf genaamd Devil en een paard. Hij heeft ook een getrainde valk genaamd Fraka.

## Andere media

### Romans en korte verhalen
Naast strips verscheen The Phantom in een aantal romans en korte verhalen. De eerste Phantom roman was "Son of the Phantom".geschreven door Dale Robertson, en uitgebracht in 1944.
Avon Publications bracht 15 boeken uit gebaseerd op Lee Falks verhalen. Deze verschenen van 1972 t/m 1975 en werden geschreven door Lee Falk of een ghostwriter.
1. The Story of the Phantom: The Ghost Who Walks 1972, Lee Falk
2. The Slave Market of Mucar 1972, Basil Copper
3. The Scorpia Menace 1972, Basil Copper
4. The Veiled Lady 1973, Frank S. Shawn
5. The Golden Circle 1973, Frank S. Shawn
6. The Mysterious Ambassador 1973, Lee Falk
7. The Mystery of the Sea Horse 1973, Frank S. Shawn
8. The Hydra Monster 1973, Frank S. Shawn
9. Killer's Town 1973, Lee Falk
10. The Goggle-Eyed Pirates 1974, Frank S. Shawn
11. The Swamp Rats 1974, Frank S. Shawn
12. The Vampires & the Witch 1974, Lee Falk
13. The Island of Dogs 1975, Warren Shanahan
14. The Assassins 1975, Carson Bingham
15. The Curse of the Two-Headed Bull 1975, Lee Falk

In 2006 werden enkele van deze romans opnieuw uitgegeven als audio boeken in Noorwegen en Zweden.
Moonstone Books, de huidige uitgever van Phantom strips in de Verenigde Staten, is ook van plan om twee collecties van korte verhalen uit te brengen. Deze verhalen zullen worden geschreven door een groot aantal schrijvers, waaronder David Bishop, Martin Powell, Mike Bullock, Ron Marz, David Michelinie, John Ostrander, Len Wein, Steven Grant, Ron Goulart, Tony Bedard, en Tom DeFalco.

### Films
Filmserieeen vijftiendelige filmserie met in de hoofdrol Tom Tyler werd gemaakt in 1943. De films draaien om The Phantoms zoektocht naar de verloren stad Zoloz. Een sequel werd gefilmd in 1955 met John Hart in de hoofdrol. Maar vanwege problemen met de rechten op het personage werd deze film opnieuw opgenomen en hernoemd tot The Adventures of Captain Africa.
The Phantomin 1996 verscheen een Phantom film met Billy Zane in de hoofdrol. Deze film speelde zich af in de jaren 30 van de 20e eeuw en was gebaseerd op enkele van de eerste Phantom strips.
The Ghost Who Walksin 2002 hebben Hyde Park Entertainment en Crusader Entertainment de filmrechten op The Phantom in handen gekregen, met de intentie om ene nieuwe film te maken. Sinds 3 maart 2006 is de werktitel van deze film “The Ghost Who Walks”. Er is nog niets onthuld over de uitkomst. Er is zelfs onduidelijkheid of de film wel gemaakt zal worden.
OverigIn Turkije zijn minstens 3 niet-officiële Phantom films gemaakt. Twee in 1968, beide met de titel Kızıl Maske (de Turkse naam voor The Phantom) en een in 1971. Een Italiaanse Phantom film getiteld L'Uomo Mascherato Contro i Pirati werd gemaakt in 1964

### Televisie
1961 pilotEen tv-pilot werd gemaakt in 1961 met Roger Creed in de hoofdrol. Deze pilot is nooit uitgezonden, en de geplande televisieserie is derhalve ook nooit gemaakt.
Defenders of the EarthIn de animatieserie Defenders of the Earth uit de jaren 80 speelt de 27e Phantom (een nakomeling van Kit Walker) een rol. Deze Phantom is lid van een superheldenteam waar ook Flash Gordon en Mandrake the Magician lid van zijn. Deze versie van de Phantom heeft wel superkrachten: hij kan zichzelf de krachten van verschillende jungledieren toekennen. Phantoms stem werd gedaan door Peter Mark Richman.
Phantom 2040Midden jaren 90 verscheen de animatieserie Phantom 2040. Deze serie draait om de avonturen van de 24e Phantom in zijn gevecht met de Maximum Inc organisatie. Phantoms stem werd gedaan door Scott Valentine.
DocumentairesIn 1996 maakte het A&E Network een lange Phantom biografie voor de televisie getiteld "The Phantom: Comic strip crusader". De documentaire bevatte onder andere interviews met bedenker Lee Falk, acteurs Billy Zane en Kristy Swanson, regisseur Simon Wincer, en de president of de Amerikaanse Phantom fanclub “Friends of the Phantom”, Ed Rhoades.

### Toneel
Een musical over The Phantom werd geproduceerd in Zweden in 1985. De musical werd geschreven door Peter Falck en Urban Wrethagen. Urban had eveneens de hoofdrol. Een opname van de nummers uit de musical werd uitgebracht op LP, en een stripversie van het verhaal verscheen in het Zweedse Fantomen tijdschrift.

### Videospellen
- The Phantom is een bespeelbaar personage in twee videospellen, beide gebaseerd op de animatieseries waar de Phantom in meespeelde: Phantom 2040 en Defenders of the Earth. In dat tweede spel was Phantom niet het enige bespeelbare personage.

- In 2003 werd een nieuw videospel aangekondigd voor de Game Boy Advance getiteld "The Phantom: The Ghost Who Walks". Het spel werd ontwikkeld door 7th sense en zou worden uitgebracht door Microids. Microids ging echter failliet gedurende de productie en het spel is derhalve nooit uitgebracht.

In 2006 kwam het spel “The Phantom Mobile Game” speciaal voor mobiele telefoons beschikbaar.

### Attractiepark
The Phantom heeft zijn eigen attractie in het Zweedse attractiepark Parken Zoo, Eskilstuna. Hier kunnen bezoekers de Schedelgrot van dichtbij bekijken, evenals enkele andere locaties uit de strips.

## Voetnoten
1. ↑  The Deep Woods: "Lee Falk: Father of The Phantom", by Bryan Shedden
2. ↑  The Deep Woods: "The Daily Strip", by Bryan Shedden
3. ↑  depepsite.nl Speciaalpagina over Fantoom in het stripblad PEP
4. ↑  PEP omslag 67-03
5. ↑  PEP omslag 67-03
6. ↑  The Phantom Reference Guide: "A Purple Phantom?", by Bryan Shedden
7. ↑  L'uomo mascherato contro i pirati (1964)